# Dendrophidion vinitor
Dendrophidion vinitor — вид змій родини полозових (Colubridae). Мешкає в Мексиці і Центральній Америці.

## Поширення і екологія
Dendrophidion vinitor мешкають в Мексиці, в штатах Веракрус, Табаско, Оахака і Чіапас, а також в північній Гватемалі (Петен), спостерігалися в Белізі. Вони живуть у вологих рівнинних тропічних лісах.